# Bavia decorata
Bavia decorata är en spindelart som först beskrevs av Tord Tamerlan Teodor Thorell 1890.  Bavia decorata ingår i släktet Bavia och familjen hoppspindlar. Inga underarter finns listade.